# Brett Vroman
Brett Grant Vroman (Hollywood, California, 25 de diciembre de 1955) es un exjugador de baloncesto estadounidense. Con 2,13 de estatura, su puesto natural en la cancha era el del pívot. Es el padre del también profesional Jackson Vroman.

## Trayectoria

### Inicios
Tras pasar por el instituto Provo High School, ingreso en UCLA donde disputó tres temporadas con los Bruins (1974-1977). Luego una temporada más con los Rebels de la universidad de Nevada (1978-1979).

### Profesional
[actualizar]